# Рольдан, Кристиан
Кри́стиан Рольда́н Лео́н (англ. Cristian Roldán León; 3 июня 1995, Артижа, Калифорния, США) — американский футболист, полузащитник клуба «Сиэтл Саундерс» и сборной США.

## Клубная карьера
Во время обучения в Вашингтонском университете в 2013—2014 годах Рольдан выступал за университетскую команду в Национальной ассоциации студенческого спорта. Параллельно в это время он также играл за клуб «Вашингтон Кроссфайр» из Premier Development League, четвёртого дивизиона США.
15 января 2015 года на Супердрафте MLS Рольдан был выбран клубом «Сиэтл Саундерс» в первом раунде под общим 16-м номером. Его дебют за команду состоялся 8 марта в матче первого тура сезона 2015 против «Нью-Инглэнд Революшн», в котором он заменил в компенсированное ко второму тайму время Гонсало Пинеду. 21 марта он сыграл матч в составе фарм-клуба «Сиэтл Саундерс 2» против «Сакраменто Рипаблик», где выйдя на замену, забил гол. 28 марта 2015 года в матче против «Далласа» Рольдан впервые вышел на поле в стартовом составе «Сиэтл Саундерс». Свой первый гол в MLS Рольдан забил 13 июля 2016 года в ворота «Далласа».

## Международная карьера
На молодёжном уровне Рольдан выступал за сборную США. На взрослом уровне он мог также выбирать между сборными Гватемалы и Сальвадора, откуда происходят корни его родителей.
Рольдан был включён в заявку сборной США на Золотой кубок КОНКАКАФ 2017. На турнире в матче против сборной Мартиники 12 июля он дебютировал за американскую сборную. По завершении матчей на групповой стадии Рольдан стал одним из шести заменённых игроков в составе звёздно-полосатой дружины.
Рольдан был включён в состав сборной США на Золотой кубок КОНКАКАФ 2019.
Был включён в состав сборной на Золотой кубок КОНКАКАФ 2021.

## Личная жизнь
Кристиан Рольдан родился в семье иммигрантов: его отец Сесар — выходец из Гватемалы, мать Ана — из Сальвадора. У него есть двое братьев: Сесар-младший работает тренером в «Колорадо Рэпидз», Алекс — также игрок «Сиэтл Саундерс».
В возрасте 10 лет Кристиан снялся в рекламном ролике Adidas, будучи выбранным за навыки жонглирования футбольным мячом из 110 детей.

## Статистика выступлений

### Клубная
| Выступление                  | Выступление      | Выступление      | Лига | Лига | Плей-офф | Плей-офф | Кубок | Кубок | ЛЧ КОНКАКАФ | ЛЧ КОНКАКАФ | Итого | Итого |
| Клуб                         | Лига             | Сезон            | Игры | Голы | Игры     | Голы     | Игры  | Голы  | Игры        | Голы        | Игры  | Голы  |
| ---------------------------- | ---------------- | ---------------- | ---- | ---- | -------- | -------- | ----- | ----- | ----------- | ----------- | ----- | ----- |
| Сиэтл Саундерс               | MLS              | 2015             | 22   | 0    | 3        | 0        | 1     | 0     | 4           | 0           | 30    | 0     |
| Сиэтл Саундерс               | MLS              | 2016             | 33   | 4    | 6        | 0        | 3     | 1     | 2           | 0           | 44    | 5     |
| Сиэтл Саундерс               | MLS              | 2017             | 33   | 6    | 5        | 0        | 0     | 0     | —           | —           | 38    | 6     |
| Сиэтл Саундерс               | MLS              | 2018             | 34   | 4    | 1        | 0        | 0     | 0     | 4           | 0           | 39    | 4     |
| Сиэтл Саундерс               | MLS              | 2019             | 29   | 6    | 4        | 0        | 0     | 0     | —           | —           | 33    | 6     |
| Сиэтл Саундерс               | MLS              | 2020             | 22   | 2    | 5        | 0        | —     | —     | 2           | 0           | 29    | 2     |
| Сиэтл Саундерс               | MLS              | 2021             | 12   | 2    | 0        | 0        | 0     | 0     | —           | —           | 12    | 2     |
| Сиэтл Саундерс               | Итого            | Итого            | 185  | 24   | 24       | 0        | 4     | 1     | 12          | 0           | 225   | 25    |
| Сиэтл Саундерс 2 (фарм-клуб) | USL              | 2015             | 1    | 1    | —        | —        | —     | —     | —           | —           | 1     | 1     |
| Сиэтл Саундерс 2 (фарм-клуб) | Итого            | Итого            | 1    | 1    | —        | —        | —     | —     | —           | —           | 1     | 1     |
| Всего за карьеру             | Всего за карьеру | Всего за карьеру | 186  | 25   | 24       | 0        | 4     | 1     | 12          | 0           | 226   | 26    |

### Международная
| Команда | Год   | Игры | Голы |
| ------- | ----- | ---- | ---- |
| США     |       |      |      |
| 2017    | 1     | 0    |      |
| 2018    | 4     | 0    |      |
| 2019    | 14    | 0    |      |
| 2020    | 0     | 0    |      |
| 2021    | 3     | 0    |      |
| Всего   | Всего | 22   | 0    |

## Достижения
Командные
 «Сиэтл Саундерс»
- Чемпион MLS (обладатель Кубка MLS): 2016, 2019
- Чемпион Лиги чемпионов КОНКАКАФ: 2022

 сборная США
- Золотой кубок КОНКАКАФ: 2017
- Золотой кубок КОНКАКАФ: 2021

Индивидуальные
- Матч всех звёзд MLS: 2021
- Сборная турнира Лиги чемпионов КОНКАКАФ: 2022[24]